# Дялу-Флорень
Дялу-Флорень, Дялу-Флорені (рум. Dealu Floreni) — село у повіті Сучава в Румунії. Входить до складу комуни Дорна-Кандренілор.
Село розташоване на відстані 331 км на північ від Бухареста, 83 км на захід від Сучави, 139 км на північний схід від Клуж-Напоки.

## Населення
За даними перепису населення 2002 року у селі проживали 578 осіб, з них 572 особи (99,0%) румунів. Усі жителі села рідною мовою назвали румунську.